# Etheria
Etheria è un pianeta immaginario introdotto nel film d'animazione Il segreto della spada (1985). È l'ambientazione principale della serie animata televisiva She-Ra, la principessa del potere (1985-1987), sequel del film.

## Storia
Etheria fu fondata da un gruppo di esseri conosciuti semplicemente come "I Primi". Gli spiriti dei "Primi" continuano a vivere nella "Caverna del Fuoco", situata in un regno sotterraneo, esattamente sotto il "Castello di Cristallo".

## Descrizione
Etheria, il pianeta gemello di Eternia, è governato da Hordak, leader tirannico e membro dell'Orda infernale.
"La Grande Ribellione" è un movimento clandestino che intende sovvertire la tirannia di Hordak, ed uno dei suoi membri più preziosi è She-Ra, sorella gemella di He-Man, ex membro degli Horde prima che la sua memoria venisse ripristinata.
Etheria è spesso collegata ad Eternia attraverso portali dimensionali aperti da Sorceress, custode e guardiana del Castello di Grayskull su Eternia.

## Luoghi principali

### Il Castello di Cristallo
Il castello è posizionato sulla cima della montagna "Skydancer", ed è anche il luogo dove risiede Light Hope, l'entità alla quale in più occasioni She-Ra cerca consigli nei momenti di bisogno.

### La Zona del Terrore
Il quartier generale dell'Orda Infernale. Una larga coltre di nubi coprono il cielo sovrastante.

### L'Isola della Bestie
Una pericolosa isola ricoperta da una fitta giungla, prigione di Hordak.

### Il Bosco dei Sussurri
La casa della Grande Ribellione. È una foresta incantata, protetta dagli Horde da un incantesimo.

### Montagne Talon
Una catena montuosa, ricca di grotte ed incavi, casa e quartier generale delle arpie, guidate da Hunga.

### Castello di Bright Moon
Il regno governato dalla pacifica regina Angella, madre della principessa Glimmer. Anche noto come Castello di Luna Splendente.

## Filmografia
- Il segreto della spada (The Secret of the Sword), regia di Ed Friedman, Lou Kachivas, Marsh Lamore, Bill Reed e Gwen Wetzler (1985)
- She-Ra, la principessa del potere (She-Ra: Princess of Power) - serie animata (1985-1987)